# Конденсат Бозе — Эйнштейна
Конденса́т Бо́зе—Эйнште́йна (бо́зе-эйнште́йновский конденса́т, бо́зе-конденса́т) — агрегатное состояние вещества, основу которого составляют бозоны, охлаждённые до температур, близких к абсолютному нулю (меньше миллионной доли кельвина). В таком сильно охлаждённом состоянии достаточно большое число атомов оказывается в своих минимально возможных квантовых состояниях, и квантовые эффекты начинают проявляться на макроскопическом уровне.
Теоретически предсказан как следствие из законов квантовой механики Альбертом Эйнштейном на основе работ Шатьендраната Бозе в 1925 году. 70 лет спустя, в 1995 году, первый бозе-конденсат был получен в Объединённом институте лабораторной астрофизики (JILA) (относящемся к Университету штата Колорадо в Боулдере и Национальному институту стандартов) Эриком Корнеллом и Карлом Виманом. Учёные использовали газ из атомов рубидия, охлаждённый до 170 нанокельвинов (нК) (1,7⋅10−7 К). За эту работу им, совместно с Вольфгангом Кеттерле из Массачусетского технологического института, была присуждена Нобелевская премия по физике 2001 года.

## Теория
Замедление атомов с использованием охлаждающей аппаратуры позволяет получить сингулярное квантовое состояние, известное как конденсат Бозе, или Бозе — Эйнштейна. Результатом усилий Бозе и Эйнштейна стала концепция бозе-газа, подчиняющегося статистике Бозе — Эйнштейна, которая описывает статистическое распределение тождественных частиц с целым спином, называемых бозонами. Бозоны, которыми являются, например, и отдельные элементарные частицы — фотоны, и целые атомы, могут находиться друг с другом в одинаковых квантовых состояниях. Эйнштейн предположил, что охлаждение атомов — бозонов до очень низких температур заставит их перейти (или, по-другому, сконденсироваться) в наинизшее возможное квантовое состояние. Результатом такой конденсации станет возникновение новой фазы вещества.
Этот переход возникает ниже критической температуры, которая для однородного трёхмерного газа, состоящего из невзаимодействующих частиц без каких-либо внутренних степеней свободы, определяется формулой
{\displaystyle T_{c}=\left({\frac {n}{\zeta (3/2)}}\right)^{2/3}{\frac {h^{2}}{2\pi mk_{B}}},}
где
{\displaystyle T_{c}} — критическая температура, {\displaystyle n} — концентрация частиц, {\displaystyle m} — масса, {\displaystyle h} — постоянная Планка, {\displaystyle k_{B}} — постоянная Больцмана, {\displaystyle \zeta } — дзета-функция Римана, {\displaystyle \zeta (3/2)=2{,}6124\ldots }.
Согласно статистике Бозе — Эйнштейна, количество частиц в заданном состоянии {\displaystyle i} равняется
{\displaystyle n_{i}={\frac {g_{i}}{e^{(\varepsilon _{i}-\mu )/k_{B}T}-1}},}
где {\displaystyle \varepsilon _{i}>\mu }, {\displaystyle n_{i}} — количество частиц в состоянии {\displaystyle i}, {\displaystyle g_{i}} — вырождение уровня {\displaystyle i}, {\displaystyle \varepsilon _{i}} — энергия состояния {\displaystyle i}, {\displaystyle \mu } — химический потенциал системы.
Найдём температуру, при которой химический потенциал будет равен нулю. Рассмотрим случай свободных (невзаимодействующих) частиц с параболическим законом дисперсии {\displaystyle \varepsilon _{i}={\frac {p^{2}}{2m}}}. Проинтегрировав по фазовому пространству получим
{\displaystyle N=\sum _{i}{\frac {1}{e^{\varepsilon _{i}/k_{B}T}-1}}={\frac {V}{h^{3}}}\int d^{3}p{1 \over e^{p^{2} \over 2mk_{B}T}-1}={\frac {V}{h^{3}}}4\pi {\sqrt {2}}(mk_{B}T)^{3/2}\int \limits _{0}^{\infty }dx{\frac {\sqrt {x}}{e^{x}-1}}={\frac {V}{h^{3}}}(2\pi mk_{B}T)^{3/2}\zeta (3/2)}.
Откуда уже получается искомое
{\displaystyle T_{c}=\left({\frac {n}{\zeta (3/2)}}\right)^{2/3}{\frac {h^{2}}{2\pi mk_{B}}}}.

## Модель Эйнштейна
Рассмотрим набор из {\displaystyle N} невзаимодействующих частиц, каждая из которых может находиться в двух состояниях, {\displaystyle |0\rangle } и {\displaystyle |1\rangle .} Если энергии обоих состояний одинаковы, то все возможные конфигурации равновероятны.
Для различимых частиц имеется {\displaystyle 2^{N}} различных конфигураций, поскольку каждая частица независимо и с равной вероятностью попадает в состояния {\displaystyle |0\rangle } или {\displaystyle |1\rangle .} При этом практически во всех состояниях количество частиц в состоянии {\displaystyle |0\rangle } и в состоянии {\displaystyle |1\rangle } почти равно.
Это равновесие является статистическим эффектом: чем меньше разность между количествами частиц в обоих состояниях, тем большим количеством конфигураций (микросостояний) системы она реализуется.
Однако если мы считаем частицы неразличимыми, то система имеет всего лишь {\displaystyle N+1} различных конфигураций. Каждой конфигурации можно сопоставить число {\displaystyle K} частиц, находящихся в состоянии {\displaystyle |1\rangle } (и {\displaystyle N-K} частиц, находящихся в состоянии {\displaystyle |0\rangle }); при этом {\displaystyle K} может изменяться от 0 до {\displaystyle N}. Поскольку все эти конфигурации равновероятны, то статистически никакой концентрации не происходит — доля частиц, находящихся в состоянии {\displaystyle |1\rangle ,} распределена равномерно по отрезку [0, 1]. Конфигурация, когда все частицы находятся в состоянии {\displaystyle |0\rangle ,} реализуется с той же вероятностью, что и конфигурация с половиной частиц в состоянии {\displaystyle |0\rangle } и половиной — в состоянии {\displaystyle |1\rangle ,} или конфигурация со всеми частицами в состоянии {\displaystyle |1\rangle .}
Если теперь предположить, что энергии двух состояний различны (для определённости, пусть энергия частицы в состоянии {\displaystyle |1\rangle } выше, чем в состоянии {\displaystyle |0\rangle ,} на величину {\displaystyle E}), то при температуре {\displaystyle T} частица будет с большей вероятностью находиться в состоянии {\displaystyle |0\rangle }. Отношение вероятностей равно {\displaystyle \exp(-E/k_{B}T)}.
В случае различимых частиц их количество в первом и втором состояниях не будет равно, но отношение населённостей будет всё же близко к единице вследствие вышеуказанного статистического стремления системы к конфигурациям, где разность населённостей невелика (эти макросостояния обеспечиваются наибольшим числом конфигураций).
Напротив, когда частицы неразличимы, распределение населённостей существенно сдвигается в пользу состояния {\displaystyle |0\rangle ,} и с увеличением числа частиц этот сдвиг будет увеличиваться, поскольку нет никакого статистического давления в сторону малой разности населённостей, и поведение системы определяется лишь большей вероятностью для частицы (при любой конечной температуре) занять более низкоэнергетический уровень.
Каждое значение {\displaystyle K} задаёт для неразличимых частиц определённое состояние системы, вероятность которого описывается больцмановским распределением с учётом того, что энергия системы в состоянии {\displaystyle K} равна {\displaystyle KE} (поскольку ровно {\displaystyle K} частиц занимают уровень с энергией {\displaystyle E}). Вероятность нахождения системы в этом состоянии:
{\displaystyle P(K)=Ce^{-KE/k_{B}T}=Cp^{K}}.
Для достаточно больших {\displaystyle N} нормировочная константа {\displaystyle C} равна {\displaystyle (1-p)}. Ожидаемое число частиц в состоянии {\displaystyle |1\rangle } в пределе {\displaystyle N\rightarrow \infty } равно {\textstyle \sum \limits _{n>0}Cnp^{n}=p/(1-p)}. При больших {\displaystyle N} эта величина практически перестаёт расти и стремится к константе, то есть при большом числе частиц относительная населённость верхнего уровня пренебрежимо мала. Таким образом, в термодинамическом равновесии большинство бозонов будут находиться в состоянии с наименьшей энергией, и лишь малая доля частиц будет в другом состоянии, вне зависимости от того, насколько мала разница уровней энергии.
Рассмотрим теперь газ из частиц, каждая из которых может находиться в одном из импульсных состояний, которые пронумерованы и обозначены как {\displaystyle |k\rangle .} Если число частиц гораздо меньше, чем число доступных при данной температуре состояний, все частицы будут находиться на разных уровнях, то есть газ в этом пределе ведёт себя как классический. При увеличении плотности или уменьшении температуры число частиц на один доступный уровень энергии увеличивается, и в какой-то момент число частиц в каждом состоянии дойдёт до максимально возможного числа частиц в данном состоянии. Начиная с этого момента, все новые частицы будут вынуждены переходить в состояние с наименьшей энергией.
Чтобы рассчитать температуру фазового перехода при данной плотности, необходимо проинтегрировать по всем возможным импульсам выражение для максимального числа частиц в возбуждённом состоянии, {\textstyle p/(1-p)}:
{\displaystyle N=V\int {d^{3}k \over (2\pi )^{3}}{p(k) \over 1-p(k)}=V\int {d^{3}k \over (2\pi )^{3}}{1 \over e^{k^{2} \over 2mk_{B}T}-1},}
{\displaystyle p(k)=e^{-k^{2} \over 2mk_{B}T}.}
При вычислении этого интеграла и подстановке множителя ħ для обеспечения требуемых размерностей получается формула для критической температуры из предыдущего раздела. Таким образом, этот интеграл определяет критическую температуру и концентрацию частиц, соответствующие условиям пренебрежимо малого химического потенциала. Согласно статистике Бозе — Эйнштейна, {\displaystyle \mu } не обязано строго равняться нулю для возникновения бозе-конденсата; однако {\displaystyle \mu } меньше энергии основного состояния системы. Ввиду этого, при рассмотрении большинства уровней химический потенциал может считаться приблизительно нулевым, за исключением случаев, когда исследуется основное состояние.

## История
В 1924 году в журнале Zeitschrift für Physik вышла статья Шатьендраната Бозе о квантовой статистике световых квантов (теперь называемых фотонами), в которой он вывел квантовый закон излучения Планка без какой-либо ссылки на классическую физику. Сначала Бозе послал эту статью Эйнштейну, тот был так впечатлён, что сам перевёл документ с английского на немецкий язык и передал его Бозе для публикации. Рукопись Эйнштейна долгое время считалась потерянной, но в 2005 году была найдена в библиотеке Лейденского университета.
В 1925 году, на основе работы Бозе, Эйнштейн теоретически предсказал существование конденсата Бозе — Эйнштейна, как следствие из законов квантовой механики. Затем Эйнштейн расширил идеи Бозе в других работах. Результатом их усилий стала концепция бозе-газа, который управляется статистикой Бозе — Эйнштейна. Она описывает статистическое распределение неразличимых частиц с целочисленным спином, теперь называемых бозонами. Бозоны, которые включают в себя фотоны, а также атомы, такие как гелий-4, могут занимать одно и то же квантовое состояние. Эйнштейн предположил, что охлаждение бозонных атомов до очень низкой температуры приведёт к их падению (или «конденсации») в самое низкое доступное квантовое состояние, что приведёт к новой форме материи.
В 1938 году Фриц Лондон предположил, что конденсат Бозе — Эйнштейна является механизмом возникновения сверхтекучести в 4He и сверхпроводимости.
В 1995 году Эрику Корнеллу и Карлу Вимену из Национального института стандартов и технологий США при помощи лазерного охлаждения удалось охладить около 2 тысяч атомов рубидия-87 до температуры 20 нанокельвинов и экспериментально подтвердить существование конденсата Бозе — Эйнштейна в газах, за что они совместно с Вольфгангом Кеттерле, который четыре месяца спустя получил конденсат Бозе — Эйнштейна из атомов натрия с использованием принципа удержания атомов в магнитной ловушке, в 2001 году были удостоены Нобелевской премии по физике.
В 2000 году группе учёных из Гарвардского университета удалось замедлить свет до скорости много меньшей, чем 0,2 мм/с, направив его на конденсат Бозе — Эйнштейна рубидия. До этого наименьшая официально зарегистрированная скорость света в среде была чуть больше 60 км/ч — сквозь пары натрия при температуре −272 °C.
В 2010 году был впервые получен бозе-эйнштейновский конденсат фотонов.
К 2012 году, используя сверхнизкие температуры 10−7 K и ниже, удалось получить конденсаты Бозе — Эйнштейна для множества отдельных изотопов: (7Li, 23Na, 39K, 41K, 85Rb, 87Rb, 133Cs, 52Cr, 40Ca, 84Sr, 86Sr, 88Sr, 174Yb, 164Dy, и 168Er).
В 2014 году сотрудникам Лаборатории холодного атома (Cold Atom Laboratory, CAL) НАСА и учёным из Калифорнийского технологического института в Пасадине удалось создать конденсат Бозе — Эйнштейна в земном прототипе установки, предназначенной для работы на Международной космической станции. Полнофункциональная установка для создания конденсата Бозе — Эйнштейна в условиях невесомости была отправлена на МКС летом 2018 года. В 2020 году на ней был впервые получен конденсат Бозе — Эйнштейна на борту МКС.
В 2018 году российские физики под руководством Игоря Ткачёва разработали теорию, согласно которой могут существовать объекты размером со звезду, состоящие из бозонов, которые при взаимодействии посредством гравитации формируют конденсат Бозе — Эйнштейна за конечное время, эти гипотетические объекты являются кандидатами на роль холодной тёмной материи.
В 2020 году исследователи сообщили о создании сверхпроводящего конденсата Бозе — Эйнштейна и о том, что, по-видимому, существует «плавный переход между» режимами БЭК и сверхпроводимостью в теории Бардина–Купера–Шриффера.
В 2022 году исследователи сообщили о первом создании конденсата Бозе — Эйнштейна в непрерывном режиме. Ранее из-за ограничений возможностей испарительного охлаждения все исследователи были ограничены лишь импульсным режимом работы с БЭК, включающим очень неэффективный рабочий цикл, при котором более 99 % атомов теряются до перехода в состояние БЭК. Создание условия для конденсации конденсата Бозе — Эйнштейна в непрерывном режиме стало важной вехой экспериментальных исследований БЭК.